# (37941) 1998 HS6
1998 إتش أس 6 (ويعرف أيضًا باسم (37941) 1998 إتش أس 6 وفق تسمية الكوكب الصغير) (بالإنجليزية: 1998 HS6)‏ هو كويكب ضمن حزام الكويكبات؛ وترتيبه 37941 من حيث الاكتشاف.
اكتُشف هذا الجُرم الفلكي بواسطة OCA–DLR Asteroid Survey ‏ في 22 أبريل 1998.

## وصلات خارجية
- (37941) 1998 HS6 في قاعدة بيانات مختبر الدفع النفاث لأجرام النظام الشمسي الصغيرة

- الاكتشاف · مخطط المدار ·  العناصر المدارية · المعلمات المادية

- (37941) 1998 HS6 على موقع ويكي سكاي: DSS2, SDSS, GALEX, IRAS, Hydrogen α, X-Ray, Astrophoto, Sky Map, Articles and images